# Drymophloeus oliviformis
Espèce
Synonymes
- Areca elaeocarpa Reinw. ex Kunth[1]
- Areca oliviformis Giseke[1] [2]
- Areca vaginata Giseke[1]
- Coleospadix gracilis (Giseke) Burret[1]
- Drymophloeus appendiculatus (Blume) Miq.[1]
- Drymophloeus bifidus Becc.[1]
- Drymophloeus ceramensis Scheff.[1]
- Drymophloeus jaculatorius Mart.[1]
- Drymophloeus leprosus Becc.[1]
- Drymophloeus olivaeformis (Giseke) Miq.[1]
- Drymophloeus rumphii Blume ex Scheff.[1]
- Harina rumphii (Blume) Mart.[1]
- Iriartea leprosa Zipp.[1]
- Iriartea monogyna Zipp.[1]
- Ptychosperma appendiculatum Blume[1]
- Ptychosperma rumphii Blume[1]
- Saguaster appendiculatus (Blume) Kuntze[1]
- Saguaster bifidus (Becc.) Kuntze[1]
- Saguaster leprosus (Becc.) Kuntze[1]
- Saguaster oliviformis (Giseke) Kuntze[1]
- Seaforthia appendiculata (Blume) Juss. ex Kunth[1]
- Seaforthia blumei Juss. ex Kunth[1]
- Seaforthia jaculatoria Mart.[1]
- Seaforthia oliviformis (Giseke) Mart.[1]

Statut de conservation UICN

 DD  : Données insuffisantes
Drymophloeus oliviformis est une espèce de plantes de la famille des Arecaceae.

## Publication originale
- Historia Naturalis Palmarum 3: 314. 1849.